# Carstensz-expeditie

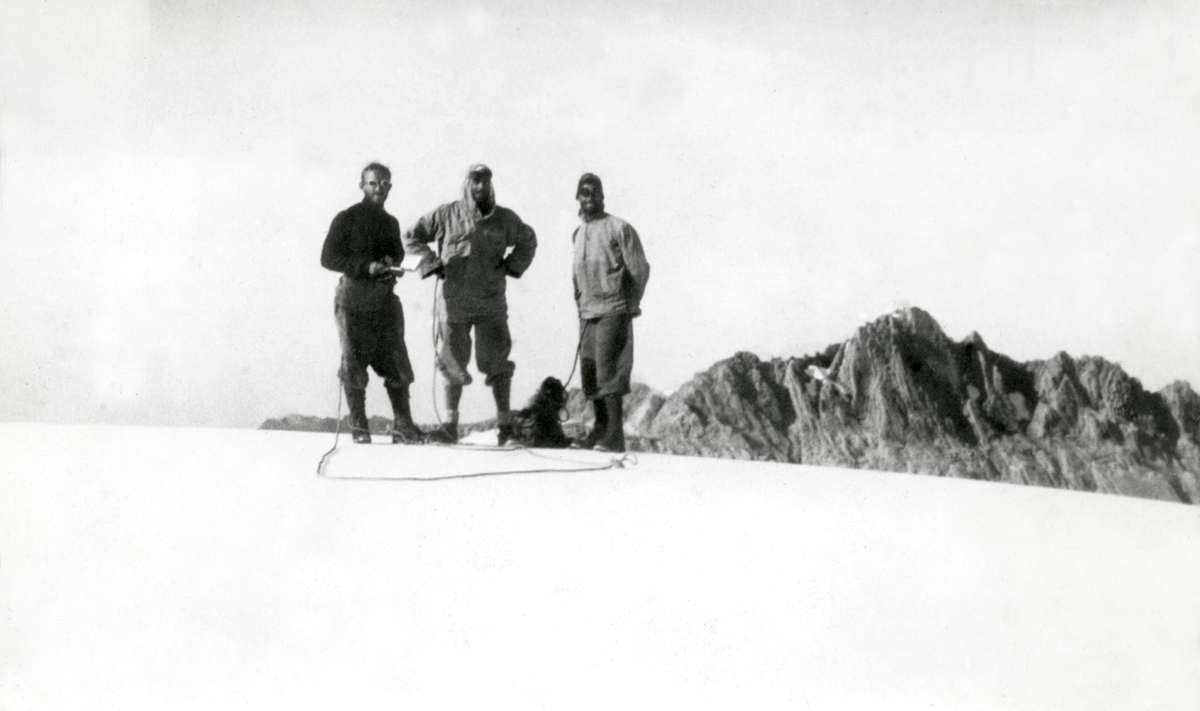
Anton Colijn, Frits Wissel en Jean Jacques Dozy poseren in de sneeuw voor de fotograaf tijdens de Carstensz-expeditie.

De Carstensz-expeditie was een geologische expeditie in 1936 in Nederlands-Nieuw-Guinea. De expeditie werd ondernomen door Anton Colijn, Jean Jacques Dozy en Frits Wissel. Ze vertrokken op 29 oktober 1936 vanuit Aika, een plaats aan de zuidkust van Nederlands-Nieuw-Guinea en keerden op 24 december terug. Het doel van de expeditie werd bereikt: het beklimmen van de hoogste top van het Carstenszgebergte.
Dozy was de geoloog van de expeditie en hij ontdekte de Ertsberg : de grootste goudafzetting ter wereld. Door de onherbergzaamheid van het gebied duurde het nog jaren voordat begonnen werd met het delven van het goud.